# فرودگاه دونکاستر شفیلد رابین‌هود
فرودگاه دونکاستر شفیلد رابین‌هود  (به انگلیسی: Robin Hood Airport Doncaster Sheffield) یک فرودگاه همگانی مسافربری با کد یاتا DSA است که یک باند فرود آسفالت دارد و طول باند آن ۲۸۹۳ متر است. این فرودگاه در کشور انگلستان قرار دارد و در ارتفاع ۱۷ متری از سطح دریا واقع شده است.